# 炸裂!へなちょこパンチ
『炸裂!へなちょこパンチ』（さくれつへなちょこパンチ）はシャ乱Qの1stスタジオ・アルバム（ミニ・アルバム）。1992年9月23日に発売された。

## 概要
第2回NHK-BSヤングバトル全国大会・グランプリで歌った「ラーメン大好き小池さんの唄」、メジャー・デビュー・シングル「18ヶ月」を含む全6曲。

## ディスクジャケット
アルバムタイトル通りジャケット撮影はボクシングジムにて行われた。ジャケットには当時プロボクシングWBC世界フライ級王者の勇利アルバチャコフ（当時のリングネームはユーリ海老原）が、協栄ジムのリング上でボクシング・グローブを装着したシャ乱Qと一緒に写っている。ちなみに勇利は当時タイトルを奪取して間もないためか手元に自身のWBCベルトがなく、代わりにジムの同僚・鬼塚勝也のWBAベルトを腰に巻いていた。裏ジャケットでは勇利がギターを弾いている。

## 収録曲
全作詞：つんく　編曲：白井良明・シャ乱Q
1. ラーメン大好き小池さんの唄
作曲:シャ乱Q
2. お嬢様
作曲：羽田一郎
「18ヶ月」のc/w曲
3. 現代の不良になれない少年たち
作曲：つんく
4. 18ヶ月
作曲：はたけ・つんく
デビューシングル
5. パパとイきたい!
作曲：はたけ・つんく
6. どうして「スキ」と言えなかったの?
作曲：はたけ・つんく